# آدرین ایون
آدرین ایون (انگلیسی: Adrienne Iven؛ زادهٔ ۹ مارس ۱۹۸۳) بازیکن فوتبال اهل کامرون است.

وی همچنین در تیم ملی فوتبال زنان کامرون بازی کرده‌است.